# Cải cách giải phóng 1861

Một bức tranh vẽ năm 1907 của Boris Kustodiev mô tả những người nông nô ở Nga lắng nghe Tuyên ngôn xóa bỏ nông nô năm 1861

Cải cách nông nô 1861 (tiếng Nga: Крестьянская реформа 1861 года, đã Latinh hoá: Krestyanskaya reforma 1861 goda) là bước đầu tiên và quan trọng nhất của những cải cách tự do được thông qua trong suốt thời trị vì (1855-1881) của Hoàng đế Alexander II của Nga. Cuộc cải cách đã hủy bỏ trên thực tế chế độ nô lệ trên khắp Đế quốc Nga.
Bản tuyên ngôn giải phóng năm 1861 tuyên bố giải phóng những người nông nô trên các trang trại cá nhân và của những nông nô trong gia đình (trong gia đình). Theo sắc lệnh này, hơn 23 triệu người đã được tự do. Những người Serf đã có được đầy đủ các quyền của công dân tự do, bao gồm quyền kết hôn mà không cần phải có sự đồng ý, sở hữu tài sản và sở hữu một doanh nghiệp. Tuyên bố đã nói rằng nông dân có thể mua đất từ địa chủ. Người ở tại các hộ gia đình ít chịu ảnh hưởng: họ chỉ có được tự do và không có đất đai.
Ở Gruzia việc giải phóng xảy ra sau đó, vào năm 1864, và với những điều tốt hơn cho các quý tộc hơn ở Nga. Những người nô lệ đã được giải phóng vào năm 1861, sau bài diễn văn của Tsar Alexander II ngày 30 tháng 3 năm 1856. Những người nông nô của nhà nước (những người sống trên đất hoàng gia) được giải phóng vào năm 1866.